# Tauberzell

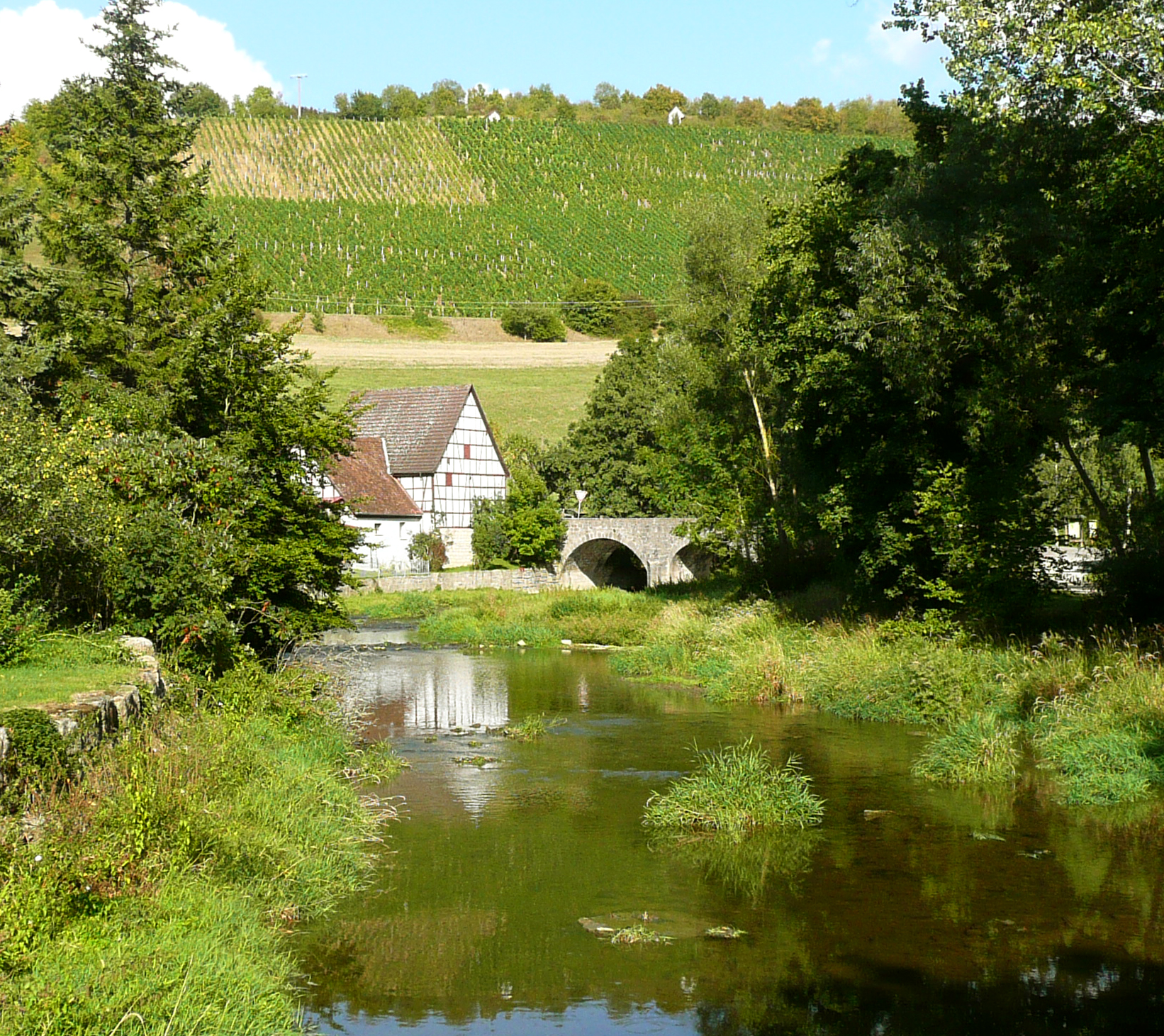
Die Tauber

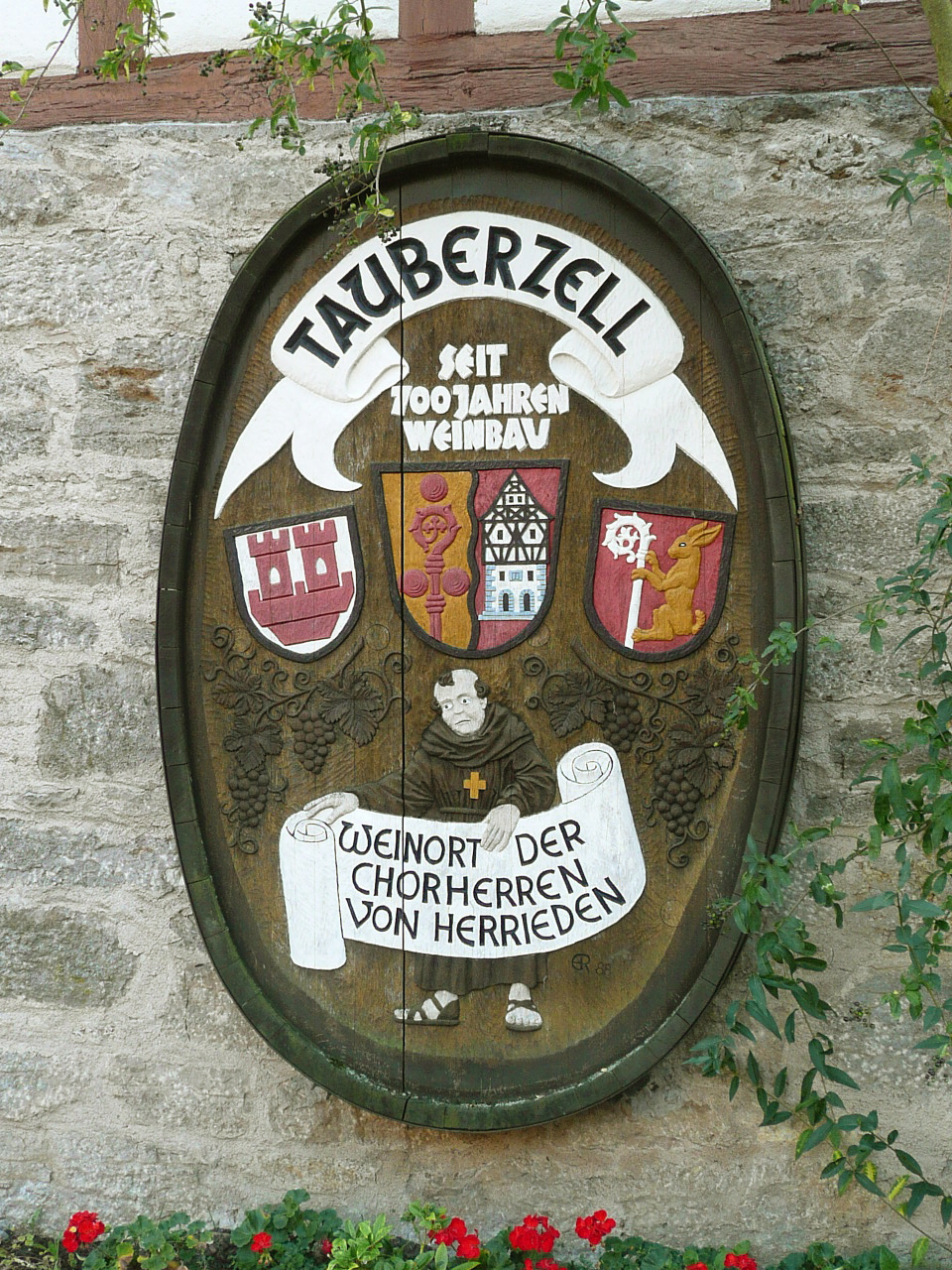
700 Jahren Weinbau

Tauberzell ist ein Gemeindeteil der Gemeinde Adelshofen im Landkreis Ansbach (Mittelfranken, Bayern). Die Gemarkung Tauberzell hat eine Fläche von 4,896 km². Sie ist in 905 Flurstücke aufgeteilt, die eine durchschnittliche Fläche von 5410,30 m² haben. In ihr liegen neben dem namensgebenden Ort die Gemeindeteile Hautschenmühle und Uhlenmühle.

## Geografie
Das Kirchdorf liegt im tief eingeschnittenen Muschelkalktal der Tauber am rechten Flussufer, überwiegend nach dem Zufluss des kurzen Neustetter Bachs, zehn Kilometer flussabwärts von Rothenburg ob der Tauber und acht Kilometer flussaufwärts von Creglingen. Oberhalb des linken Taubertalhangs liegt das Oppidum Finsterlohr, der Keltenwall, eine keltische Fliehburg.
Die Staatsstraße 2268/L 2251 (=Romantische Straße) führt an der Uhlenmühle vorbei nach Tauberscheckenbach (2 km südöstlich) bzw. an der Hautschenmühle vorbei nach Archshofen (3,3 km westlich). Die Kreisstraße AN 39 führt das Nebental entlang nach Neustett (1,7 km nordöstlich) auf der rechten Hochebene. Des Weiteren führen der Taubertalradweg „Liebliches Taubertal“ und der Fränkische Marienweg durch den Ort.

## Geschichte
Das Stift Herrieden kaufte 1397 von Anna von Weinsberg den Ort samt dem Burgstall.
Von 1797 bis 1808 unterstand der Ort dem Justiz- und Kammeramt Uffenheim. Mit dem Gemeindeedikt (frühes 19. Jahrhundert) wurde der Steuerdistrikt Tauberzell gebildet. Zu diesem gehörten Ackermannsmühle, Hautschenmühle und Uhlenmühle. Zugleich entstand die Ruralgemeinde Tauberzell, die deckungsgleich mit dem Steuerdistrikt war. In Verwaltung und Gerichtsbarkeit war sie dem Landgericht Rothenburg und in der Finanzverwaltung dem Rentamt Rothenburg ob der Tauber (1919 in Finanzamt Rothenburg ob der Tauber umbenannt). Ab 1862 übernahm das Bezirksamt Rothenburg ob der Tauber die Verwaltung (1939 in Landkreis Rothenburg ob der Tauber umbenannt) und das Stadt- und Landgericht Rothenburg ob der Tauber die Gerichtsbarkeit (1879 in Amtsgericht Rothenburg ob der Tauber umbenannt). Die Gemeinde hatte 1964 eine Gebietsfläche von 4,905 km². Im Zuge der Gebietsreform in Bayern wurde diese am 1. Juli 1972 nach Adelshofen eingemeindet.
Tauberzell ist ein fränkischer Weinbauort mit jahrhundertealter Tradition. Im Landkreis Ansbach betreibt, abgesehen von einem kleinen Weinberg in Rothenburg ob der Tauber, Tauberzell als einziger Ort im größeren Maße Weinbau, die Einzellage heißt Hasennestle. Angebaut wird an Hängen der beiden Täler.

### Holdermühle
Durch das Anwesen Holdermühle ca. 500 m flussabwärts von Tauberzell verläuft die Grenze zwischen den Bundesländern Bayern und Baden-Württemberg. Die „Grenzlage“ der Holdermühle zeigt sich dort durch folgendes interessante Detail: Die Stromzuleitung kommt von Tauberzell (Bayern), während die Telefonleitung aus Richtung Archshofen mit der Vorwahl von Creglingen (Baden-Württemberg) erfolgt.

### Einwohnerentwicklung
Gemeinde Tauberzell
| Jahr      | 1818  | 1840  | 1852   | 1855   | 1861   | 1867   | 1871   | 1875   | 1880   | 1885   | 1890   | 1895   | 1900   | 1905   | 1910   | 1919   | 1925   | 1933   | 1939   | 1946   | 1950   | 1952   | 1961   | 1970   |
| Einwohner | 300   | 324   | 313    | 323    | 307    | 296    | 324    | 350    | 339    | 317    | 305    | 297    | 299    | 303    | 296    | 285    | 266    | 239    | 242    | 334    | 341    | 314    | 276    | 242    |
| Häuser    | 73    | 65    |        |        |        |        | 63     |        |        | 55     | 62     |        | 63     |        |        |        | 57     |        |        |        | 56     |        | 59     |        |
| Quelle    | [ 7 ] | [ 9 ] | [ 14 ] | [ 14 ] | [ 15 ] | [ 16 ] | [ 17 ] | [ 18 ] | [ 19 ] | [ 20 ] | [ 21 ] | [ 14 ] | [ 22 ] | [ 14 ] | [ 23 ] | [ 14 ] | [ 24 ] | [ 14 ] | [ 14 ] | [ 14 ] | [ 25 ] | [ 14 ] | [ 10 ] | [ 26 ] |

Ort Tauberzell
| Jahr      | 001818 | 001840 | 001861 | 001871 | 001885 | 001900 | 001925 | 001950 | 001961 | 001970 | 001987 |       |
| Einwohner | 283    | 301    | 285    | 301    | 296    | *299   | *266   | *341   | *276   | *242   | 191    | 174   |
| Häuser    | 69     | 63     |        |        | 53     | *63    | *57    | *56    | *59    |        | 59     |       |
| Quelle    | [ 7 ]  | [ 9 ]  | [ 15 ] | [ 17 ] | [ 20 ] | [ 22 ] | [ 24 ] | [ 25 ] | [ 10 ] | [ 26 ] | [ 27 ] | [ 1 ] |

## Religion
Der Ort ist Sitz der Pfarrei St. Veit und seit der Reformation evangelisch-lutherisch geprägt. Die Einwohner römisch-katholischer Konfession sind nach St. Johannis (Rothenburg ob der Tauber) gepfarrt.

## Kultur und Sehenswürdigkeiten

### Baudenkmäler
In Tauberzell gibt es 19 Baudenkmäler:
- Haus Nr. 9: Gasthaus zum Ochsen
- Haus Nr. 10: Ehemaliges Schulhaus
- Haus Nr. 11: Pfarrhaus, erbaut 1732
- Haus Nr. 12: Evangelisch-lutherische Pfarrkirche St. Veit
- Haus Nr. 41: Gasthaus
- Zahlreiche Wohnhäuser
- Weinbergslagen, Brücken und Brunnen

### Rad- und Wanderwege
Tauberzell liegt am Taubertalradweg. Der Panoramaweg Taubertal führt ebenfalls durch den Ort.